# Wilbrandia
Wilbrandia là một chi thực vật có hoa trong họ Cucurbitaceae.

## Loài
Chi Wilbrandia gồm các loài:
- Wilbrandia ebracteata Cogn.
- Wilbrandia glaziovii Cogn.
- Wilbrandia hibiscoides Silva Manso
- Wilbrandia longisepala Cogn.
- Wilbrandia verticillata (Vell.) Cogn.